# Andima Ibiñagabeitia
Andima Ibiñagabeitia Idoiaga (Elanchove, Vizcaya, 26 de enero de 1906 – Caracas, Venezuela, 2 de noviembre de 1967) fue un escritor y traductor vasco. Utilizaba los sobrenombres de Eletxun, Norbait, Ibiñaga y Idoyaga entre otros para firmar sus artículos. En 1961 lo nombraron “Euskaltzain Oso”.
Creó la revista Euzko Gogoa en Guatemala, junto con Jokin Zaitegi. En 1967, en Caracas, fue el creador y el director de la revista Eman y también dirigió durante un tiempo la sección Irrintzi. Colaboró en revistas como Euzko Deya, Gernika, Olerti, Alderdi, Egan, e Irrintzi. Con el ánimo de impulsar el uso del euskera, se responsabilizó en traducir clásicos latinos. En algunos de sus artículos habló sobre la historia de la literatura vasca y realizó además alguna que otra crítica. También publicó varias traducciones en algunas revistas.

## Vida
Su padre, Galo Ibiñagabeitia, fue encarcelado por distribuir el libro Ami Vasco de Ramón Goikoetxea.
Durante sus estudios de bachillerato en el colegio de los jesuitas de Tudela, tuvo como profesor a Nikolas Ormaetxea Pellejero, más conocido como Orixe, entre 1918 y 1919. Andima decidió ejercer como cura, y en 1921 se fue a la escuela de jesuitas de Loyola a realizar los estudios de Historia y Humanidades. En 1923 realizó sus votos para ser cura. En Loyola leyó Ami Vasco, libro que pocos años antes mandó a su padre a la cárcel, y allí también comenzó a enamorarse del euskera. Con amigos como Jokin Zaitegi formó un pequeño grupo vasquista. En la escuela, fue recogiendo libros y datos sobre la literatura vasca con ayuda de uno de sus profesores. El primero de sus trabajos en euskera que se conoce es un poema llamado Lore ederrenak.
Realizó sus estudios de Filosofía, Matemáticas y Metafísica en el Colegio Máximo de Oña (Burgos), y los de Teología y Derecho Canónico en Bélgica. Durante el curso de 1935-1936, poco tiempo antes de ser capaz de dar su primera misa, decidió abandonar la Compañía de Jesús, ya que dentro de esa institución tan rígida e inflexible se le hacía muy difícil cumplir su voto de obediencia, sobre todo en los aspectos relacionados con el euskera.
En cuanto volvió de Bélgica comenzó su trabajo como oficinista en una empresa de explosivos en Galdácano. Estuvo trabajando para la misma empresa hasta el comienzo de la guerra; durante esta vivió en Portugal y tras esta en Madrid, durante un periodo de tiempo muy corto. En 1946 se exilió a París y allí comenzó a escribir artículos para revistas y guiones para programas de radio. En París conoció a Txomin Peillen y a Jon Mirande, los que a partir de entonces serían amigos para toda la vida además de compañeros de trabajo. Destaca su trabajo en la revista Gernika (1945-1953) entre otros.
En las cartas que le escribía a Jon Mirande desde Guatemala y Venezuela, pone en manifiesto el gran nerviosismo existente entre los nacionalistas vascos exiliados. En esas cartas se notaba el sentimiento de soledad y de desprotección en que se encontraba entre estos exiliados. 
En 1945 se fue a Guatemala, donde creó la revista literaria Euzko Gogoa junto como Jokin Zaitegi. En 1956 se instaló definitivamente en Caracas para tomar el rol de profesor en la Casa Vasca. Allí murió el 2 de noviembre de 1967.

## Obras

### Cartas
- Erbestetik barne-minez - Gutunak 1935-1967

### Traducciones
- Abere Indarra (1951-1953) - La Fuerza Bruta de Jacinto Benavente.
- Unai Kantak y Alor Kantak (1966) - Bucolicon Liber y Georgicon Libri de Virgilio.
- Maita-Bidea (1966) - Ars Amandi de Ovidio. Publicado tras su muerte.

### Libros para aprender euskera
- Euskera irudi bidez, Nuevo método de euskera básico (1953). Escrito durante su estancia en París y firmado como Norbait.
- Aprenda vasco en 60 horas (1961).